# Campanulorchis thao
Campanulorchis thao és una espècie d'orquídia epifita originària d'Àsia. Es troba a Hainan, a la Xina i a Vietnam en els boscos perennifolis de terres baixes i boscos ennuvolats primaris de les terres altes en elevacions de 500 a 2200 metres.
És una orquídia de grandària petita, amb hàbits epífita amb Pseudobulbs subglobosos a ovoides que estan embolicats per una beina en la joventut i que porten una sola hona apical petita, estretament el·líptica a oblong coriàcia amb la base peciolada. Floreix en l'estiu i la tardor en una inflorescència terminal, alçada, tomentosa de color vermell marró, de 3 a 4 cm de llarg, amb flors fragants.

## Taxonomia
Va ser descrita per (Gagnep.) S.C.Chen & J.J.Wood i publicat en Flora of Xina 25: 346. 2009.
Etimologia
Campanulorchis: nom genèric compost que significa campanula = "campana" i orchis = "oquídea".
thao: epítet
Sinonímia
- Eria thao (Gagnep.)
- Eria bulbophylloidea Tang & F.T. Wang
- Eria bulbophylloides Tang & F.T.Wang[3][4]